# あるへいどう
あるへいどうは大阪府堺市堺区に本社を置く飴菓子のメーカー。丸い形の飴の他、古墳の形をした飴も製造している。

## 商品
- 利休のふるさと
- kofun sanpo
- べっ甲飴
- 果物の飴
- 野菜の飴
- お茶の飴

## 沿革
- 2012年（平成24年）12月10日 - 大阪府堺市北区百舌鳥梅北町にて創業
- 2015年（平成27年）4月 - 本店を大阪府堺市堺区南花田口町に移転
- 2020年（令和2年）5月7日 - 本店を大阪府堺市堺区三国ヶ丘町に移転。